# 輪斑海蠋魚
輪斑海蠋魚（学名：Halicampus punctatus），为輻鰭魚綱棘背魚目海龍魚科的其中一種，分布於西北太平洋區的日本海域，棲息深度可達17公尺，體長可達7.3公分，棲息在底層水域，卵胎生。

## 外部連結
- 輪斑海蠋魚的圖片 （页面存档备份，存于）